# Caeroplastes porphyrivagus
Caeroplastes porphyrivagus là một loài chân đều trong họ Porcellionidae. Loài này được Verhoeff miêu tả khoa học năm 1918.